# Feng Guozhang
Féng Guózhāng (chino tradicional: 馮國璋; chino simplificado: 冯国璋; Wade-Giles: Feng Kuo-chang; nombre de cortesía: Huafu 華甫 o 華符; Hejian, Hebei, 7 de enero de 1859-Pekín, 12 de diciembre de 1919) fue un militar chino, general del Ejército de Beiyang, miembro de la camarilla de Beiyang y político en los primeros años de la República de China. Fundó el bando Zhili, destacada camarilla político-militar de comienzos de la época de los caudillos militares, opuesta a la rival de Anhui.
Gobernador militar de Zhili entre 1912 y 1913 y de Jiangsu entre 1913 y 1917, fungió como vicepresidente entre 1916 y 1917 tras la muerte de Yuan Shikai y más tarde como presidente en funciones (1917-1918).

## Comienzos
Fue el menor de una familia campesina de cuatro hermanos; aunque todos recibieron instrucción en los clásicos, la familia no pudo costear la educación de Feng ya que había vendido todas su propiedades para sufragar a sus hermanos mayores. Tuvo que ponerse a trabajar en diversos oficios y abandonó una academia en la que había ingresado por falta de dinero. Con 27 años marchó a Taku, donde un tío abuelo trabajaba en las oficinas de un batallón del Ejército de Anhui; Feng logró ingresar en la misma unidad, como ordenanza de su comandante. Este le recomendó a Li Hongzhang como alumno para la nueva Academia Militar de Beiyang que Li acababa de fundar en 1885. Buen alumno, solicitó una excedencia temporal para presentarse a un examen en el funcionariado imperial, que aprobó, aunque suspendió el siguiente; ese mismo año, 1888, volvió a la academia, de donde se licenció en 1890. Otros destacados caudillos militares del periodo republicano también cursaron estudios en la Academia Militar de Beiyang. Permaneció un año como instructor en la academia antes de partir a Port Arthur en 1891 desde donde realizó diversos viajes por Manchuria que fueron de utilidad al Ejército años más tarde en la guerra contra Japón.
En 1895 se le nombró agregado militar del nuevo embajador en Japón, donde conoció a destacados militares nipones y se familiarizó con las medidas modernizadoras del Ejército japonés. En el Nuevo Ejército formado por Yuan Shikai por encargo imperial, Feng ocupó la oficina de instrucción de la Academia de Hsiaochan, gracias a la buen impresión que Yuan recibió de las observaciones de Feng sobre el sistema militar japonés. Acompañó a Yuan a Shandong en 1899 cuando este fue nombrado gobernador de la provincia y participó en las operaciones contra los boxers. Pronto uno de los principales colaboradores de Yuan, este le asignó el departamento de instrucción y adiestramiento de la Academia Militar de Baoding, que Yuan fundó tras recibir el Gobierno de la provincia de Zhili en 1901. Durante la primera década del siglo XX, tuvo un papel destacado en los intentos del Imperio por reformar sus fuerzas armadas; en 1903 pasó a encabezar la sección de instrucción de una nueva comisión para la reorganización del Ejército, y era responsable de la centralización de la administración militar, la unificación del adiestramiento y la extensión de esta a las provincias que carecían de ella. En 1905 visitó Japón para observar unas maniobras militares que sirvieron de modelo para las del Ejército de Beiyang. En 1907 ingresó en el organismo que dos años más tarde se convertiría en el Estado Mayor chino. A pesar de la caída en desgracia temporal de Yuan Shikai en 1909, Feng siguió siendo fiel a su antiguo superior, en contra de la política imperial de favorecer mandos manchúes en el Imperio.

## La presidencia de Yuan Shikai

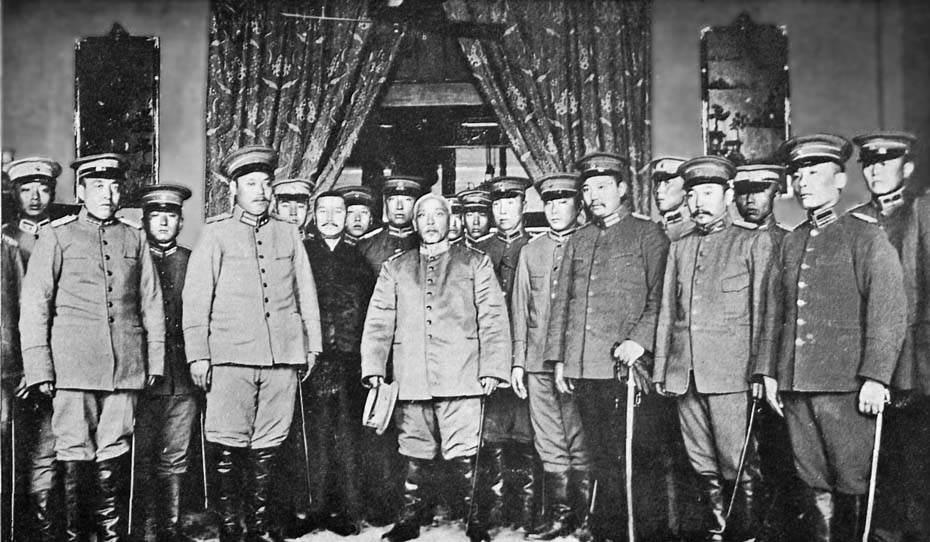
Yuan Shikai, en su toma de posesión como presidente de la república el 10 de marzo de 1912. Mentor de Feng, ambos se distanciaron desde 1915 por el intento de convertirse en emperador de Yuan, que Feng rechazó.

Al mando de uno de los dos ejércitos —el 2.º ejército— que el Gobierno envió para aplastar las revueltas de 1911, facilitó las maniobras que permitieron a Yuan forzar la abdicación que puso fin a la monarquía en China y convertirse en presidente de la nueva república. Durante los combates, la corte le otorgó el título de barón de segunda clase por su captura de Hanyang el 27 de noviembre de 1911, a pesar de que en realidad seguía las directrices de Yuan sobre cuándo combatir y cuándo negociar con los rebeldes. A finales de año, entregó el mando de sus fuerzas a Duan Qirui y regresó a Pekín. Gracias a sus anteriores contactos con oficiales manchúes, tuvo un destacado papel en la aceptación por parte de estos de la abdicación del último emperador de la dinastía. Comenzó entonces a mandar el Ejército de Guardias, que se convirtió en la base de su poder. Presidió la junta militar de la oficina presidencial una vez que Yuan asumió la presidencia de la nueva república.
En diciembre de 1911, se le nombró vicegobernador militar de Chahar. Tras fungir como gobernador de la provincia de Zhili (desde septiembre de 1913), fue gobernador de la de Jiangsu entre diciembre de 1913 y 1917, ya en el periodo republicano. Durante la Segunda Revolución, dirigió uno de los dos ejércitos enviados por Yuan contra los rebeldes que actuó en el bajo Yangzi. Tras un asedio de cincuenta días, capturó Nankín, importante centro del Guomindang, el 1 de septiembre de 1913. Convertido para entonces en uno de los principales lugartenientes de Yuan Shikai, su nombramiento como gobernador de la rica Jiangsu le proporcionó cierta autonomía frente a su antiguo mentor. Los intentos de Yuan de reforzar su control de las provincias aumentó las tensiones entre sus él y sus subordinados, incluido Feng.
Feng rompió relaciones con Yuan Shikai en 1915 cuando este último se proclamó emperador. Feng había acudido a la capital en junio de 1915 para confirmar los rumores sobre los planes monárquicos de Yuan y este los había negado; las posteriores maniobras a favor de la restauración enemistaron a Feng con el presidente. De sus antiguos colaboradores, fue el que más claramente se opuso a los intentos de Yuan de convertirse en emperador. Yuan quiso nombrar a Feng duque, llamándolo a la capital para sustituirle por un oficial más leal a su persona, pero este declinó. Entonces Yuan ordenó a un almirante que asesinara a Feng, pero el almirante fue descubierto y asesinado a su vez. Feng se mantuvo en Nankín, donde comandaba las tropas que controlaban el Yanzi, uniéndose a la oposición anti-Yuan, aunque al principio no abiertamente. Cuando estalló la revuelta en contra de Yuan en Yunnan en diciembre de 1915, Feng no apoyó a Yuan. A comienzos de 1916, Yuan nombró a Feng jefe del Estado Mayor y comandante de las fuerzas que debían aplastar la rebelión y le llamó a Pekín, pero Feng no acudió, excusándose por enfermedad. En marzo comenzó a coaligarse con otros militares de Beiyang para oponerse a la restauración; la extensión de la rebelión hizo que Feng se mostrase cada vez más abiertamente opuesto a Yuan, aunque su posición pública siguió siendo ambigua. Durante la primavera, trató de asegurarse la sucesión de la presidencia y de formar un nuevo centro de poder en torno suyo. En mayo presidió una conferencia que acabó recomendando, a pesar de la oposición de algunos militares, la dimisión de Yuan.
Su clara ambición por el puesto produjo hostilidad entre algunos militares y el nombramiento del vicepresidente Li Yuanhong como presidente y la instalación de Duan Qirui como figura central del Gobierno de Pekín frustraron sus aspiraciones. Mantuvo, sin embargo, su gran poder con centro en Nankín y su destacado puesto como uno de los principales caudillos militares de la camarilla de Beiyang.

## Al frente de la camarilla de Zhili

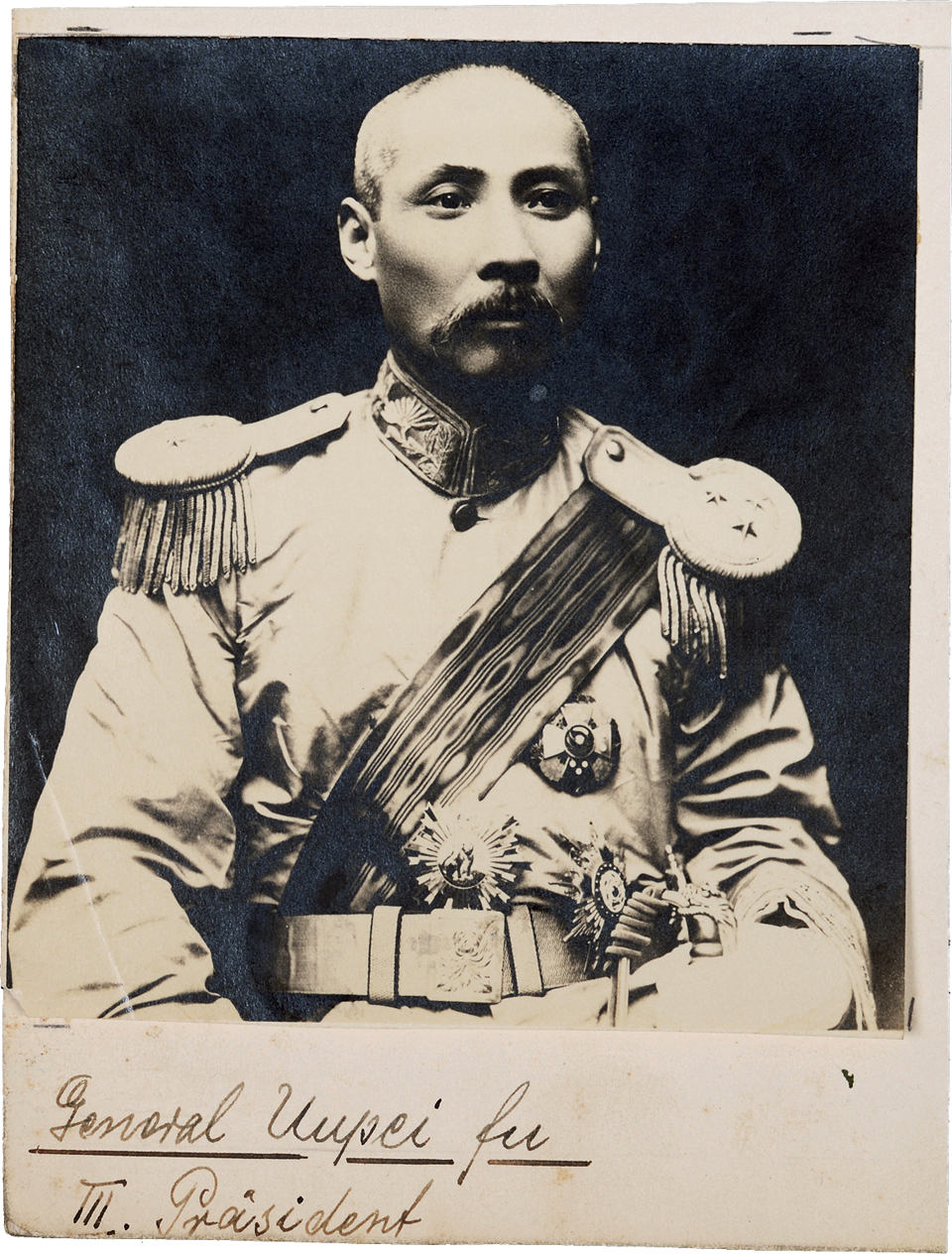
Duan Qirui, miembro de la camarilla de militares Beiyang y principal rival de Feng por su control a la muerte de Yuan Shikai. Las diferencias entre ellos llevaron a la disgregación de la camarilla y la formación de dos bandos opuestos: la camarilla de Anhui que agrupó a los seguidores de Duan, y la de Zhili, que reunió a los de Feng.

Posteriormente fungió como vicepresidente durante la presidencia de Li Yuanhong (20 de octubre de 1916-1917), aunque permaneció en Nankín, ya que el puesto carecía de poder real. La oposición de Duan deseaba que se convirtiese en su contrapeso en el Gobierno. Feng medió entre Duan y el presidente Li a propósito de la disputa de ambos por la entrada del país en la Primera Guerra Mundial a comienzos de 1917. Logró una reconciliación temporal y se mostró típicamente ambiguo sobre la cuestión que les enfrentaba.

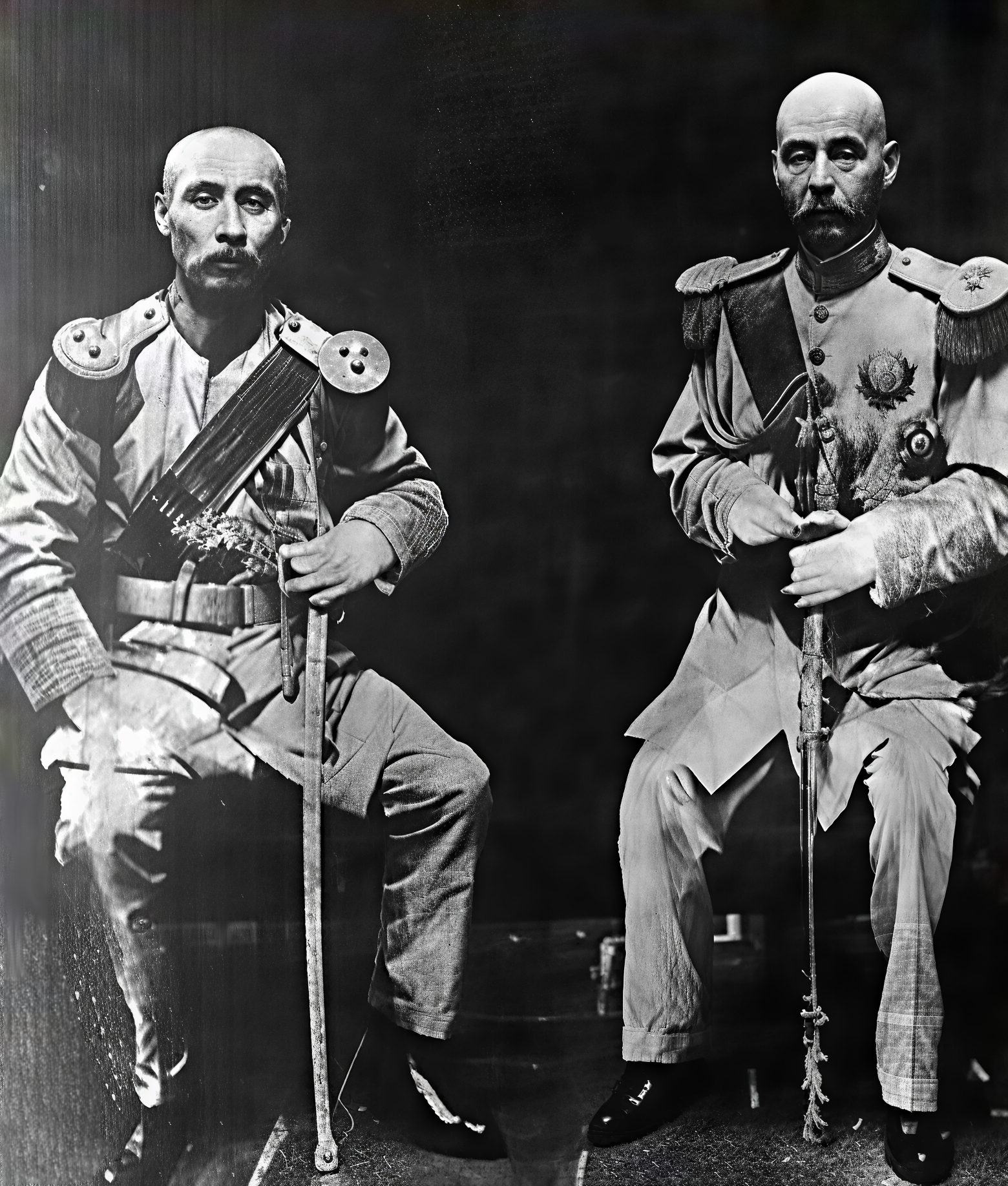
Feng y Duan durante su periodo al frente del Gobierno de Pekín como presidente y primer ministro respectivamente, en 1917

Durante la ocupación de Pekín por Zhang Xun en julio de 1917, Feng fue nombrado presidente en funciones, posición que mantuvo cuando Li renunció formalmente. Solo aceptó el cargo cuando se aseguró que tres de sus partidarios continuarían controlando otras tantas provincias a lo largo del Yangzi. Feng seguía mandando personalmente dos divisiones, la 15.ª que le acompañó como guardia presidencial a Pekín, y la 16.ª, que permaneció en Nankín.
Asumió el cargo de Presidente de la República de China el 1 de agosto de 1917, pero solo después de asegurarse de que sus partidarios seguirían controlando las provincias del Yangzi que eran la base de su poder: Jiangsu, Jiangxi y Hubei. Su legitimidad fue puesta en duda cuando la Asamblea Nacional no quiso reconocerlo. El 14 de agosto, China decidió participar en la Primera Guerra Mundial de parte de los Aliados luego de la creciente evidencia que el Imperio alemán estaba apoyando el golpe de Zhang así como por la creciente presión del primer ministro Duan Qirui. Envió 135 000 soldados a batallones laborales al frente occidental, Mesopotamia y al África Oriental Alemana. También envió tropas a Rusia a asistir en la Intervención Aliada.
Sun Yat Sen estableció un Gobierno rival en Cantón en septiembre de 1917 y declaró la guerra poco después ese mismo mes, en un intento fallido de obtener reconocimiento internacional. Feng quiso resolver de manera pacífica el conflicto entre el norte y el sur lo que produjo la renuncia de Duan como protesta tras los reveses militares sufridos ante los rebeldes en noviembre de 1917. Feng consideraba que la reunificación militar de las provincias rebeldes del sur solo beneficiaría a Duan, que aumentaría su poder. Debido a la presión del bando Anhui y de Zhang Zuolin y otros militares, debió nombrar nuevamente a Duan presidente del Gobierno en marzo de 1918. La política de aplastamiento militar de la rebelión favorecida por Duan fracasó con las derrotas de noviembre de 1917, pero Feng tampoco logró la reunificación por medio de las negociaciones entre ese mes y marzo de 1918 ante la falta de respaldo de los militares del norte. A pesar de su incapacidad para atraer seguidores e inspirar lealtad hacia su persona, en 1917 Feng ya se había convertido en un serio rival para Duan. La rivalidad entre ambos acabó con la cohesión de la camarilla de Beiyang, que se dividió en dos, la camarilla de Anhui formada por los partidarios de Duan y la Zhili, por los de Feng. A diferencia de su colega y rival Duan Qirui, no tenía facilidad para hacerse con seguidores y partidarios. Sus alianzas eran efímeras y basadas en el interés mutuo.
Feng finalizó su mandato presidencial de cinco años el 10 de octubre y dimitió junto con Duan; murió en Pekín al año siguiente por neumonía. Mientras que Duan se aseguró un puesto de poder al mando del Ejército de Participación en la Guerra formado gracias a los préstamos japoneses con el objetivo teórico de crear una fuerza capaz de participar en la Primera Guerra Mundial, Feng tras el fin de su mandato perdió su base de poder. Los opositores a Duan siguieron considerándole, no obstante, la cabeza de la nueva camarilla de Zhili, provincia natal de Feng. La reelección de Feng era imposible por el control que Duan tenía del Parlamento. En agosto se vio obligado a otorgar su apoyo al candidato de compromiso de Duan, Xu Shichang, un prestigioso funcionario, antiguo colaborador de Yuan Shikai. Cao Kun, ya alejado de Duan, le sucedió al frente de la camarilla de Zhili.
| Predecesor: Li Yuanhong | Presidente de la República de China (en funciones) 1917-1918 | Sucesor: Xu Shichang                          |
| Predecesor: Li Yuanhong | Vicepresidente de la República de China 1913-1917            | Sucesor: Puesto vacante (Li Zongren, en 1948) |